# John M. Fabian
Pour les articles homonymes, voir Fabian.
John McCreary Fabian est un astronaute américain né le 28 janvier 1939.

## Vols réalisés
- 18 juin 1983 : Challenger STS-7
- 17 juin 1985 : Discovery STS-51-G